# Raimundo de Cápua
Raimondo delle Vigne (Cápua, 1330 — Nuremberga, 1399) foi um religioso italiano, entrou na Ordem dos Pregadores em 1350, em Bolonha. Foi diretor espiritual de Santa Catarina de Sena, tendo sido ainda professor e prior em vários conventos. Exerceu os cargos de provincial na Lombardia e em 1380 mestre geral da Ordem. Sua festa litúrgica celebra-se a 5 de Outubro.

## Primeiros tempos na Ordem
Filho de uma das mais proeminentes famílias de Bolonha, foi como estudante da Universidade que conheceu a Ordem dos pregadores, que prontamente o receberam, em 1350, tendo ele mais tarde revelado que em sonhos, o próprio São Domingos o terá levado a dar esse passo. Uma das suas primeiras obrigações foi a direcção espiritual de vários conventos de freiras na região de Montepulciano. Foi uma dos primeiros biógrafos de Santa Inês de Montepulciano, que tinha falecido menos de cinqüenta anos antes.
Em 1367 foi chamado a Roma a fim de se tornar o prior do convento de Minerva. Ensinou em Santa Maria Novella, em Florença,, quando, em 1374 para foi enviado pelo Mestre Geral da Ordem para Siena. Ali vivia Santa Catarina de Siena, a grande mística, pelo que as autoridades da Ordem estavam naturalmente interessadas em acompanhar, sendo Raimundo nomeado seu director espiritual e confessor.

## Com Catarina

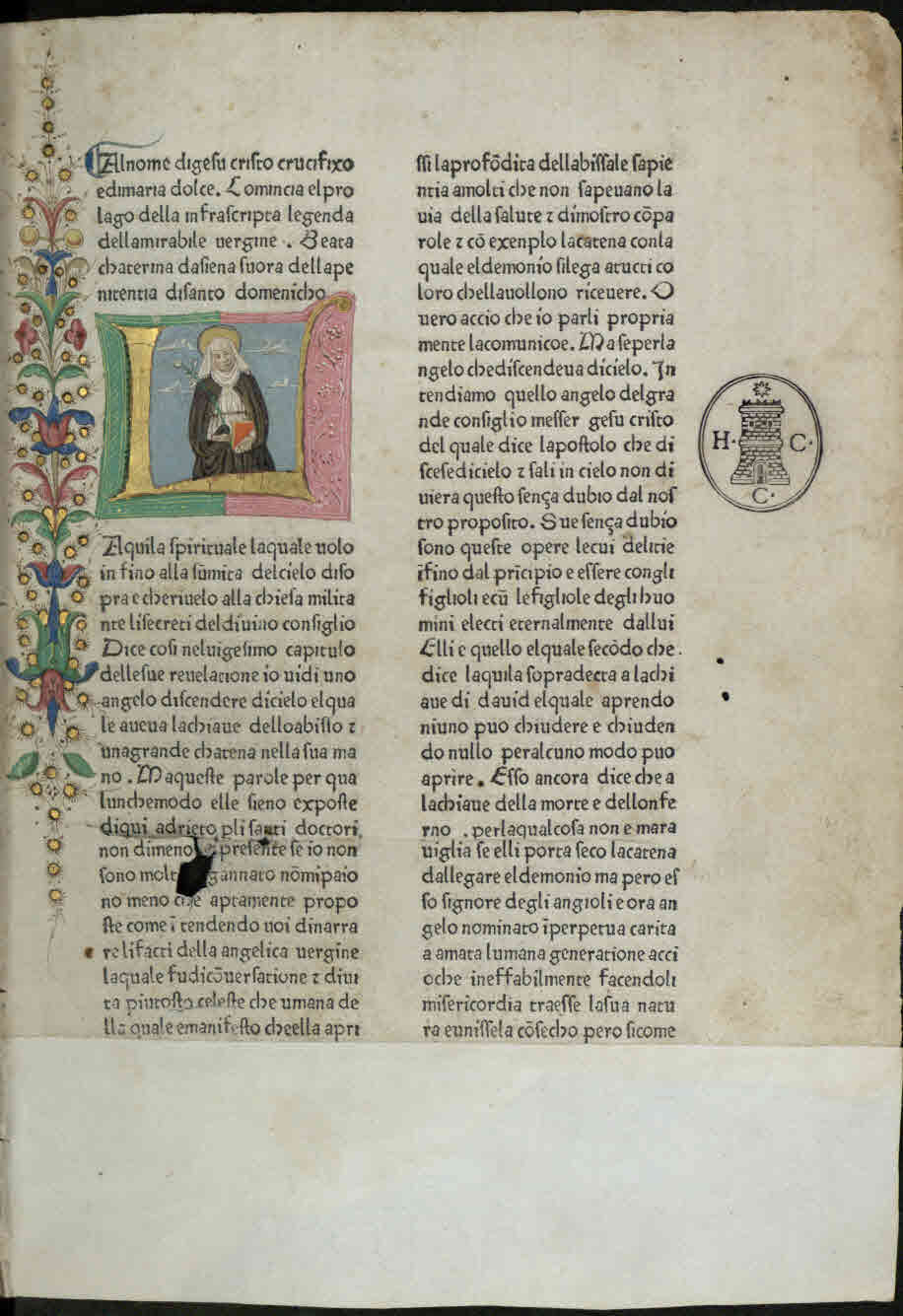
Legenda maior sanctae Catharinae Senensis, 1477

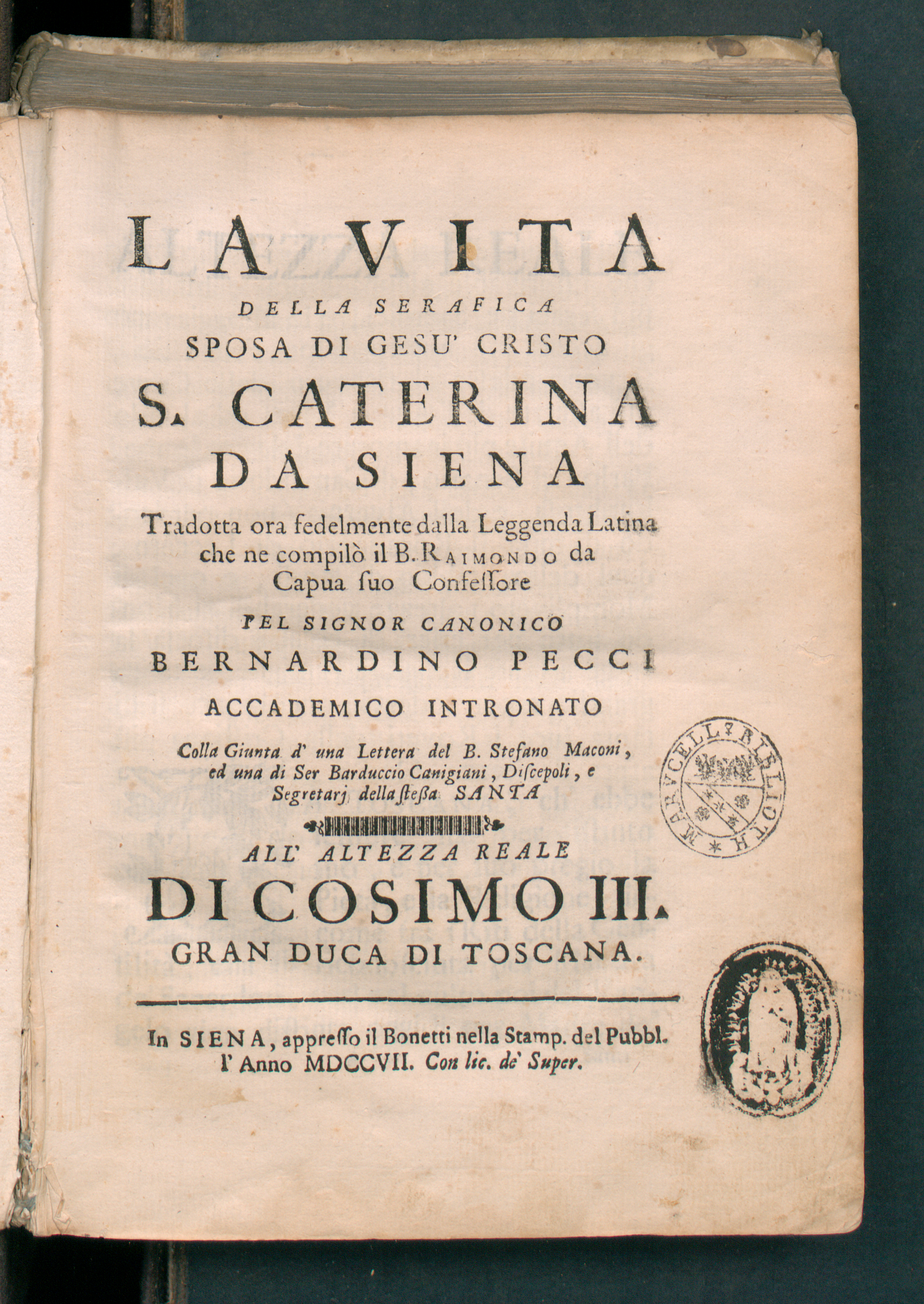
La vita di Santa Caterina da Siena (Legenda maior), 1707

Raimundo foi um homem cuidadoso e modesto apesar de ter sido nomeado para acompanhar uma das mulheres mais célebres do seu tempo. A princípio não demonstrou grande entusiasmo pela sua nova missão. Mas o posterior convívio mostrou-lhe que estava perante uma verdadeira santa. A sua primeira decisão foi a de lhe permitir receber a comunhão diariamente(então uma prática bastante raramente concedida aos leigos em geral). Com o advento da peste negra à região, ambos se tornaram incansáveis companheiros, apoiando e confortando os enfermos e as suas famílias. Ele próprio ficou doente, mas com os cuidados e sobretudo orações de Catarina restabeleceu-se quando todos o davam já como perdido. Acompanhou a vida de Catarina nos últimos seis anos que a este lhe restavam. Fruto da sua acção, Catarina envia diariamente a Raimundo dezenas de pessoas para se confessarem e converterem, o que o deixava totalmente exausto e sem tempo para mais nada. A Ordem designou mais duas freiras para o acompanharem em tal trabalho.

## O cisma
Quando Catarina conseguiu persuadir o Papa Gregório VI a regressar a Roma, terminando os setenta anos de Cativeiro de Avinhão, este faleceu logo após a sua chegada. A posterior confusa eleição de Urbano VI, alguns cardeais descontentes elegeram  Clemente VII, como antipapa. Todo país, a Igreja e própria Ordem se dividiram em várias facções, ora apoiando um ora outro. Catarina e Raimundo ficaram do lado do papa legítimo, Urbano VI. Raimundo foi enviado por este ao rei de França a fim de estabelecer negociações, mas foi impedido por soldados e populares apoiantes da facção contrária.  Catarina criticou-o severamente por lhe faltar a coragem e bravura suficiente para realizar uma missão de tal importância que de pouco valia ter salvo a própria vida.

## Em Avinhão
Ao mesmo tempo em foi eleito Raimundo, a facção discondante e de apoio ao antipapa Clemente VII, elegeu Elias Raymond, como Geral da Ordem, em obediência à Avinhão:
- Elias Raymond (França) 1380-1389
- Nicolau de Troia (Itália) 1391-1393
- Nicolau Vallisoletanus (Espanha) 1394-1397
- João de Puinoix (França) 1397-1418

## Mestre e reformador
Poucas semanas após a morte de Catarina, em 1380, Raimundo foi eleito Mestre Geral da Ordem, pelo menos por aqueles que apoiavam Urbano VI. O seu mandato, em tais circunstâncias foi obviamente difícil e muito discutido. Para além de tudo ter tentado para reunir novamente a dividida Ordem, tentou introduzir o sistema dos observantes na Ordem, uma reforma religiosa que apenas com Santa Teresa de Ávila viria a triunfar.  Mas foi criticado por negligenciar a vertente do estudo como factor primordial do carisma dominicano. No entanto a sua estratégia, de introduzir em cada província pelo menos um convento reformado, veio a mostrar-se vencedora.
Faleceu em Nuremberga quando ali se encontrava a promover a reforma, sendo posteriormente transladado para Nápoles. No quinto centenário da sua morte, o papa Leão XIII procedeu à sua beatificação.